# Lucas Saatkamp
Lucas Saatkamp, anche noto come Lucão (Colinas, 6 marzo 1986), è un pallavolista brasiliano, centrale del Sada.

## Carriera

### Club
Lucas Saatkamp inizia a giocare a pallavolo a livello scolastico nel Colégio Martin Luther, dove gioca per tre annate. Appena diciottenne, nella stagione 2004-05 inizia la sua carriera professionistica con l'Ulbra, partecipando alla Superliga e restando legato al club per tre annate. Nella stagione 2007-08 si lega per un triennio al Cimed, col quale vince due campionati statali, una Coppa del Brasile, un campionato sudamericano per club e tre scudetti consecutivi.
Nel campionato 2010-11 viene ingaggiato dal GRER, col quale conquista il Campionato Paulista, mentre nel biennio seguente gioca nel RJX, vincendo due Campionati Carioca e lo scudetto 2012-13, venendo anche premiato come miglior servizio del torneo. Dopo una stagione al Sesi, per l'annata 2015-16 si trasferisce per la prima volta all'estero, giocando in Superlega con il Modena, aggiudicandosi la Supercoppa italiana, la Coppa Italia e lo scudetto.
Nella stagione 2016-17 rientra in Brasile, accasando nuovamente al Sesi per un biennio, approdando invece alla Funvic nel campionato 2018-19: milita nel club paulista per tre annate, durante le quali si aggiudica due scudetti, due Supercoppe brasiliane e due titoli statali. Nell'annata 2021-22 difende invece i colori del BVC di Campinas.
Nella stagione 2022-23 gioca per il Sada con cui si aggiudica tre volte il Campionato Mineiro, due edizioni della Supercoppa brasiliana, due coppe nazionali, due scudetti (venendo anche insignito dei premi come miglior giocatore e miglior centrale nel 2024-25), tre campionati sudamericani per club, impreziositi da due riconoscimenti come miglior centrale, e un campionato mondiale per club, ottenendo anche in questo caso il premio di miglior centrale.

### Nazionale
Nel 2005 fa parte della nazionale under 19 che disputa la finale al campionato mondiale di categoria e conquista la medaglia d'argento al campionato mondiale under 21 2005.
Debutta in nazionale maggiore nel 2007, disputando la finale della Coppa America, dove viene premiato come miglior servizio, e vincendo la medaglia d'oro ai XV Giochi panamericani, mentre un anno dopo è nuovamente finalista in Coppa America.
Nel corso del seguente ciclo olimpico conquista due medaglie d'oro al campionato sudamericano 2009 e 2011, due ori (2009, 2010) e un argento (2011) alla World League, l'oro alla Grand Champions Cup 2009, l'argento alla Coppa del Mondo 2011 e ancora un argento ai Giochi della XXX Olimpiade.
Nel quadriennio di preparazione ai giochi olimpici casalinghi di Rio de Janeiro 2016, si conferma campione sudamericano nel 2013 e nel 2015, conquista tre argenti alla World League (2013, 2014, 2016), l'oro alla Grand Champions Cup 2013, l'argento al campionato mondiale 2014 e, soprattutto, l'oro ai Giochi della XXXI Olimpiade.
Continua la sua collezione di medaglie, conquistando due medaglie d'oro, rispettivamente alla Grand Champions Cup 2017 e al campionato sudamericano 2017, due medaglie d'argento, alla World League 2017 e al campionato mondiale 2018, e il bronzo alla Coppa del Mondo 2019; le sue prestazioni sono inoltre impreziosite da diversi riconoscimenti come miglior centrale.
Nel 2021 vince la medaglia d'oro alla Volleyball Nations League e al campionato sudamericano e nel 2022 quella di bronzo al campionato mondiale, seguite dall'argento al campionato continentale 2023.

## Palmarès

### Club
- Campionato brasiliano: 8

2007-08, 2008-09, 2009-10, 2012-13, 2018-19, 2020-21, 2022-23, 2024-25
- Campionato italiano: 1

2015-16
- Coppa del Brasile: 3

2007, 2023, 2024
- Coppa Italia: 1

2015-16
- Supercoppa italiana: 1

2015
- Supercoppa brasiliana: 4

2019, 2019, 2022, 2024
- Campionato Carioca: 2

2011, 2012
- Campionato Catarinense: 2

2008, 2009
- Campionato Paulista: 4

2010, 2013, 2018, 2019
- Campionato Mineiro: 3

2022, 2023, 2024
- Campionato mondiale per club: 1

2024
- Campionato sudamericano per club: 4

2009, 2023, 2024, 2025

### Nazionale (competizioni minori)
- Campionato mondiale under 19 2005
- Campionato mondiale under 21 2005
- Coppa America 2007
- Giochi panamericani 2007
- Coppa America 2008
- Memorial Hubert Wagner 2010
- Memorial Hubert Wagner 2019

### Premi individuali
- 2007 - Coppa America: Miglior servizio
- 2013 - Superliga Série A: Miglior servizio
- 2013 - Campionato sudamericano per club: Miglior realizzatore
- 2014 - World League: Miglior centrale
- 2017 - Grand Champions Cup: Miglior centrale
- 2018 - Campionato mondiale: Miglior centrale
- 2019 - Superliga Série A: Miglior centrale
- 2019 - Coppa del Mondo: Miglior centrale
- 2021 - Superliga Série A: Miglior centrale
- 2023 - Campionato sudamericano per club: Miglior centrale
- 2024 - Campionato mondiale per club: Miglior centrale
- 2025 - Campionato sudamericano per club: Miglior centrale
- 2025 - Superliga Série A: MVP
- 2025 - Superliga Série A: Miglior centrale